# Eleições legislativas de 2019 em Setúbal

## Resultados Oficiais
| Partido                 | Partido                              | Votos   | %               | +/-   |
| ----------------------- | ------------------------------------ | ------- | --------------- | ----- |
|                         | Partido Socialista                   | 20 435  | 37,83 / 100,00  | 3,68  |
|                         | Partido Social Democrata             | 8 629   | 15,97 / 100,00  | -     |
|                         | Bloco de Esquerda                    | 7 258   | 13,44 / 100,00  | 0,39  |
|                         | CDU - Coligação Democrática Unitária | 7 190   | 13,31 / 100,00  | 2,37  |
|                         | Pessoas–Animais–Natureza             | 2 469   | 4,57 / 100,00   | 2,46  |
|                         | CDS – Partido Popular                | 1 910   | 3,54 / 100,00   | -     |
|                         | CHEGA!                               | 965     | 1,79 / 100,00   | Novo  |
|                         | LIVRE                                | 650     | 1,20 / 100,00   | 0,20  |
|                         | Outros (com menos de 1,00%)          | 2 664   | 4,93 / 100,00   |       |
| Votos Inválidos         | Votos Inválidos                      | 1 850   | 3,42 / 100,00   | 0,38  |
| Total                   | Total                                | 54 020  | 100,00 / 100,00 |       |
| Eleitorado/Participação | Eleitorado/Participação              | 104 875 | 51,51 / 100,00  | 5,37  |
| Fonte                   | Fonte                                | [ 1 ]   | [ 1 ]           | [ 1 ] |

## Resultados por Freguesia
Os resultados seguintes referem-se aos partidos que obtiveram mais de 1,00% dos votos:
| Freguesia                          | %     | %     | %     | %     | %    | %    | %    | %    | Votantes |
| Freguesia                          | PS    | PSD   | BE    | CDU   | PAN  | CDS  | CH   | L    | Votantes |
| ---------------------------------- | ----- | ----- | ----- | ----- | ---- | ---- | ---- | ---- | -------- |
| Azeitão (São Lourenço e São Simão) | 36,43 | 19,48 | 11,96 | 10,88 | 5,06 | 4,50 | 1,93 | 1,48 | 9 841    |
| Gâmbia-Pontes-Alto da Guerra       | 37,19 | 14,58 | 12,10 | 16,77 | 4,54 | 3,18 | 1,79 | 1,26 | 3 017    |
| Sado                               | 40,14 | 6,04  | 15,20 | 21,76 | 2,78 | 1,93 | 1,07 | 0,52 | 2 698    |
| São Sebastião                      | 39,85 | 11,67 | 14,41 | 14,79 | 4,74 | 2,77 | 2,25 | 1,12 | 20 439   |
| Setúbal                            | 36,07 | 20,65 | 13,09 | 11,11 | 4,38 | 4,17 | 1,29 | 1,24 | 18 025   |
| Setúbal                            | 37,83 | 15,97 | 13,44 | 13,31 | 4,57 | 3,54 | 1,79 | 1,20 | 54 020   |

#### Azeitão
| Partido                 | Partido                              | Votos  | %               | +/-  |
| ----------------------- | ------------------------------------ | ------ | --------------- | ---- |
|                         | Partido Socialista                   | 3 585  | 36,43 / 100,00  | 1,37 |
|                         | Partido Social Democrata             | 1 917  | 19,48 / 100,00  | -    |
|                         | Bloco de Esquerda                    | 1 177  | 11,96 / 100,00  | 0,63 |
|                         | CDU - Coligação Democrática Unitária | 1 071  | 10,88 / 100,00  | 1,68 |
|                         | Pessoas–Animais–Natureza             | 498    | 5,06 / 100,00   | 3,15 |
|                         | CDS – Partido Popular                | 443    | 4,50 / 100,00   | -    |
|                         | CHEGA!                               | 190    | 1,93 / 100,00   | Novo |
|                         | Iniciativa Liberal                   | 188    | 1,91 / 100,00   | Novo |
|                         | LIVRE                                | 146    | 1,48 / 100,00   | 0,18 |
|                         | Aliança                              | 99     | 1,01 / 100,00   | Novo |
|                         | Outros (com menos de 1,00%)          | 239    | 2,43 / 100,00   |      |
| Votos Inválidos         | Votos Inválidos                      | 288    | 2,93 / 100,00   | 0,19 |
| Total                   | Total                                | 9 841  | 100,00 / 100,00 |      |
| Eleitorado/Participação | Eleitorado/Participação              | 16 399 | 60,01 / 100,00  | 3,57 |

#### Gâmbia - Pontes - Alto da Guerra
| Partido                 | Partido                                         | Votos | %               | +/-  |
| ----------------------- | ----------------------------------------------- | ----- | --------------- | ---- |
|                         | Partido Socialista                              | 1 122 | 37,19 / 100,00  | 6,15 |
|                         | CDU - Coligação Democrática Unitária            | 506   | 16,77 / 100,00  | 4,92 |
|                         | Partido Social Democrata                        | 440   | 14,58 / 100,00  | -    |
|                         | Bloco de Esquerda                               | 365   | 12,10 / 100,00  | 0,63 |
|                         | Pessoas–Animais–Natureza                        | 137   | 4,54 / 100,00   | 2,77 |
|                         | CDS – Partido Popular                           | 96    | 3,18 / 100,00   | -    |
|                         | CHEGA!                                          | 54    | 1,79 / 100,00   | Novo |
|                         | Partido Comunista dos Trabalhadores Portugueses | 46    | 1,52 / 100,00   | 0,25 |
|                         | LIVRE                                           | 38    | 1,26 / 100,00   | 0,57 |
|                         | Outros (com menos de 1,00%)                     | 110   | 3,64 / 100,00   |      |
| Votos Inválidos         | Votos Inválidos                                 | 103   | 3,41 / 100,00   | 0,03 |
| Total                   | Total                                           | 3 017 | 100,00 / 100,00 |      |
| Eleitorado/Participação | Eleitorado/Participação                         | 5 261 | 57,35 / 100,00  | 5,53 |

#### Sado
| Partido                 | Partido                                         | Votos | %               | +/-  |
| ----------------------- | ----------------------------------------------- | ----- | --------------- | ---- |
|                         | Partido Socialista                              | 1 083 | 40,14 / 100,00  | 5,33 |
|                         | CDU - Coligação Democrática Unitária            | 587   | 21,76 / 100,00  | 7,22 |
|                         | Bloco de Esquerda                               | 410   | 15,20 / 100,00  | 2,37 |
|                         | Partido Social Democrata                        | 163   | 6,04 / 100,00   | -    |
|                         | Pessoas–Animais–Natureza                        | 75    | 2,78 / 100,00   | 1,61 |
|                         | Partido Comunista dos Trabalhadores Portugueses | 62    | 2,30 / 100,00   | 0,48 |
|                         | CDS – Partido Popular                           | 52    | 1,93 / 100,00   | -    |
|                         | Movimento Alternativa Socialista                | 50    | 1,85 / 100,00   | -    |
|                         | CHEGA!                                          | 29    | 1,07 / 100,00   | Novo |
|                         | Outros (com menos de 1,00%)                     | 93    | 3,44 / 100,00   |      |
| Votos Inválidos         | Votos Inválidos                                 | 94    | 3,48 / 100,00   | 0,50 |
| Total                   | Total                                           | 2 698 | 100,00 / 100,00 |      |
| Eleitorado/Participação | Eleitorado/Participação                         | 4 726 | 57,09 / 100,00  | 5,37 |

#### São Sebastião
| Partido                 | Partido                              | Votos  | %               | +/-  |
| ----------------------- | ------------------------------------ | ------ | --------------- | ---- |
|                         | Partido Socialista                   | 8 144  | 39,85 / 100,00  | 4,18 |
|                         | CDU - Coligação Democrática Unitária | 3 023  | 14,79 / 100,00  | 2,45 |
|                         | Bloco de Esquerda                    | 2 946  | 14,41 / 100,00  | 0,95 |
|                         | Partido Social Democrata             | 2 386  | 11,67 / 100,00  | -    |
|                         | Pessoas–Animais–Natureza             | 969    | 4,74 / 100,00   | 2,40 |
|                         | CDS – Partido Popular                | 567    | 2,77 / 100,00   | -    |
|                         | CHEGA!                               | 459    | 2,25 / 100,00   | Novo |
|                         | LIVRE                                | 228    | 1,12 / 100,00   | 0,25 |
|                         | Outros (com menos de 1,00%)          | 948    | 4,65 / 100,00   |      |
| Votos Inválidos         | Votos Inválidos                      | 769    | 3,76 / 100,00   | 0,87 |
| Total                   | Total                                | 20 439 | 100,00 / 100,00 |      |
| Eleitorado/Participação | Eleitorado/Participação              | 44 663 | 45,76 / 100,00  | 6,33 |

#### Setúbal
| Partido                 | Partido                              | Votos  | %               | +/-  |
| ----------------------- | ------------------------------------ | ------ | --------------- | ---- |
|                         | Partido Socialista                   | 6 501  | 36,07 / 100,00  | 2,27 |
|                         | Partido Social Democrata             | 3 723  | 20,65 / 100,00  | -    |
|                         | Bloco de Esquerda                    | 2 360  | 13,09 / 100,00  | 0,11 |
|                         | CDU - Coligação Democrática Unitária | 2 003  | 11,11 / 100,00  | 1,41 |
|                         | Pessoas–Animais–Natureza             | 790    | 4,38 / 100,00   | 2,26 |
|                         | CDS – Partido Popular                | 752    | 4,17 / 100,00   | -    |
|                         | CHEGA!                               | 233    | 1,29 / 100,00   | Novo |
|                         | LIVRE                                | 224    | 1,24 / 100,00   | 0,17 |
|                         | Iniciativa Liberal                   | 189    | 1,05 / 100,00   | Novo |
|                         | Outros (com menos de 1,00%)          | 654    | 3,64 / 100,00   |      |
| Votos Inválidos         | Votos Inválidos                      | 596    | 3,30 / 100,00   | 0,17 |
| Total                   | Total                                | 18 025 | 100,00 / 100,00 |      |
| Eleitorado/Participação | Eleitorado/Participação              | 33 826 | 53,29 / 100,00  | 5,15 |